# Ангела Касијани
Сања Симић, познатија под уметничким именом Ангела Касијани (лат. Angela Kassiani), српска је оперска певачица и професорка певања.
Дипломирала је на Факултету музичке уметности у Београду. Певање усавршава у Италији, Уједињеном Краљевству и Немачкој. Ангела је сопран Позоришта на Теразијама, један је од актера представе Фантом из опере. Са песмом Нови свет и колегом Матијом Цанатом учествује на Песми за Евровизију '23, националном такмичењу за представника Србије на Песми Евровизије у Ливерпулу 2023. године. Једна је од протагониста у опери Мирољуба Аранђеловића Расинског Деспот Стефан. Учествовала је у синхронизацији телевизијске серије Легенда о Кори, као и у синхронизацији анимираног филма Мој мали пони: Нова генерација. Често има наступе широм Србије.

## Гласовне улоге
| Година     | Назив                          | Улога                                     |
| ---------- | ------------------------------ | ----------------------------------------- |
| 2013-2014. | Легенда о Кори                 | Мило (С1), Жу Ли (С2Е6), ћерка невладарка |
| 2014.      | Чудновили родитељи             | Гђица Сунчица                             |
| 2014.      | Тандерменови                   | Дарси Вонг, Френки Хатавеј                |
| 2014.      | Уклети Хатавејеви              | Френки Хатавеј                            |
| 2015.      | Лего пријатељи (Студио)        | Стефани (С1-2), Тања (С2)                 |
| 2021.      | Мој мали пони: Нова генерација | Пип Петалс                                |
| 2024.      | Рејнбоу хај                    | Стела Монро                               |